# Comuna Kozlove, Novopskov
Kozlove (în ucraineană Козлове) este o comună în raionul Novopskov, regiunea Luhansk, Ucraina, formată din satele Kozlove (reședința), Lîtvînove, Șapran, Svitle și Zalisne.

## Demografie
Componența lingvistică a comunei Kozlove
     Ucraineană (94,97%)
     Rusă (4,34%)
     Alte limbi (0,17%)
Conform recensământului din 2001, majoritatea populației comunei Kozlove era vorbitoare de ucraineană (94,97%), existând în minoritate și vorbitori de rusă (4,34%).